# 수명 연장
항노화는 노화를 방지하고 억제하여 최고 노화를 최대한 지연시키는 것을 의미한다. 이것을 연구하는 몇몇 과학자들은 미래에 줄기세포와 분자 수준의 세포 복구 기술, 인공 장기나 동물의 장기를 이종 이식하는 방법을 통해 인간의 노화 현상을 방지할 수 있으며, 궁극적으로 인간의 수명을 무한대로 늘리는 역노화를 통한 극노화를 할 수 있을 것으로 전망하고 있다.
노화방지 효과가 있는 것으로 사람들 간에 믿어지는 영양제, 피부 관리, 호르몬 요법, 비타민, 보충제, 약초 관련 제품들은 수익성이 좋은 산업으로 성장하였으며, 미국에서만 매년 약 500억 달러 수익을 산출하는 거대한 시장을 형성하였다. 하지만 전문가들은 노화방지 효과가 있다고 알려진 그 어떤 제품에도 유효한 효과가 없음을 경고하며, 그 제품들을 지지하는 사람들이 내세우는 주장은 많은 전문가들에게 대대적으로 비판을 받아오고 있다. 생명윤리학의 일부 학자들은 인간의 수명이 늘어나도 괜찮을 것인지 늘어난다면 얼마나 더 늘어나야 할 것인지에 대해서 의문을 제기하고 있다.

## 평균 수명과 최대 수명
자유산소 이론에 따르면, 노화 과정에서 생물 내부의 자유산소는 산화를 일으켜 세포 내의 고분자, 세포, 조직, 장기에 피해를 입히게 되며 이 피해는 생물체가 살아가는 내내 계속해서 축적된다. 인간의 최대수명은 현재 어림잡아 120세로 추정되고 있으며, 현재 노화 연구의 주요 모델로 사용되고 있는 쥐의 경우는 약 4세이다. 이 인간과 쥐의 노화 속도의 차이는 두 종간 DNA 수선, 항산화 효소의 양과 종류, 자유 산소의 생성률을 포함하는 유전적인 차이로 인해 생겨난 것으로 설명될 수 있다. 종의 수명을 결정짓는데 있어서 가장 중요하고 도전이 되는 것으로 여겨지는 과제는 텔로미어로 남겨져있다.
인구의 평균 수명은 영아 사망과 유아 사망에 의해 낮아지게 되며, 이에 따라 평균 수명이 낮다는 것은 감염 질병과 영양 문제들과 흔히 직결된다. 더 나이가 들어서는 사고의 취약성과 연령과 밀접한 관련이 있는 암이나 심장계열 질환이 수명을 제한하는 요소로서 크게 작용하고 있다. 예상되는 평균수명은 많은 경우에 향상된 의료 관리, 예방 접종, 좋은 식단, 운동, 담배와 같은 악영향을 미치는 요인을 피함으로 증가될 수 있다.
최대 수명은 유전자와 환경에 따른 노화 속도에 의해서 결정되며 최대 수명을 늘리는 널리 알려진 방법은 칼로리 제한으로 알려져 있다. 종의 진화에 대한 관점에서 볼 때, 무리 가운데에서 나이가 든 구성원들에게만 번식을 하게 만드는 압력이 있을 때 최대 수명이 증가하게 된다.
이론적으로, 최대 수명은 주기적인 손상을 입은 조직의 교체, 나노 수준의 세포 수리, 악화된 조직과 세포의 복구, 텔로머라제 효소 증가와 같은 방법을 통해 노화의 속도를 감소시킴으로 증가될 수 있다. 미래학에서는 텔로미어 복구 전략의 연구에 초점을 맞추고 있다.

## 현재 노화 방지 전략과 쟁점

### 식단 조절과 보충제
많은 수명 연장 연구자들은 장수 효과가 존재하는지 검증된 자료들은 별로 없음에도 불구하고 식단 조절과 보충제와 같은 영양 섭취와 관련된 수단을 수명을 연장하기 위한 수단으로써 주목한다. 그러나 노화 방지에 효과가 있다고 주장되는 식단들은 모순을 일으킬 때가 많은데, 구석기시대 식단과 칼로리 제한은 다른 접근법과 다른 과학적인 기반으로 이루어져 있다.
자유산소 이론에서는 비타민 C, 비타민 E, Q10, 리포산, 카로신, 시스테인과 같은 항산화 물질을 복용할 것을 권하고 있다. 그러나, 종합적인 여러 임상실험에서 베타-카로틴 보충제와 비타민 E의 지나친 복용은 수명에 오히려 악영향을 주는 것으로 드러났다. 제안된 다른 물질들은 옥시토신, 인슐린, hCG, EPO을 포함하였다. 레스베라트롤은 서투인 흥분제로 선충과 수명이 짧은 물고기와 같은 작은 유기체들의 수명을 연장시키는 것으로 드러났다.
셀레늄, 아연을 포함한 몇몇 무기물은 쥐의 수명을 연장시킨 것으로 보고되었으나 인간에게 있어서는 그와 같은 효과가 입증되지 않았으며 심각한 독성 반응을 나타내는 것으로 드러났다. 메트포민 역시 쥐의 수명을 연장시킨 것으로 보고되었다.

### 호르몬 요법
노화 방지 기업들은 여러 가지 호르몬 치료법들을 제공한다. 이것들 중 일부는 복용자에게 일어날 수 있는 위험들과 인체에 미치는 영향을 입증하는 자료들의 부족함으로 인해 비판받고 있다.
최근의 임상 연구조사들이 성장호르몬이 부족한 성인에게 낮은 복용량의 성장호르몬이 근육을 조밀하게 하고 지방을 줄이며, 골밀도, 근육의 강도, 심혈관계 요소를 강화(예를 들어, LDL 콜레스테롤을 감소시킴)하는 등 인체를 튼튼하게 하며 부작용이 없다는 점을 보여주었으나, 성장 호르몬의 노화방지로서의 치료법에 대한 증거는 뒤죽박죽이며 동물 연구에 기초해 둔 것이다. 초기 연구에서 쥐에게 성장호르몬을 보충시킨 결과 평균적인 예상 수명이 증가하였음을 관찰하였으나, 추가적인 동물 실험에서는 성장호르몬이 일반적으로 최대 수명을 단축시키는 결과가 나타났으며 성장호르몬 수용체가 부족한 쥐는 특히 더 오래 산 결과를 나타내었다. 더 나아가, IGF(인슐린 유사 성장호르몬)가 부족한 쥐는 특히 오래 살았으며, 낮은 수준의 성장 호르몬 수치를 가지고 있었다.

### 노화방지 영양보충제와 약품에 대한 과학계의 논쟁
몇몇 비평가들은 노화를 질병으로 보는 시각에 대해서 논쟁을 벌이고 있다. 예를 들어, 세포의 피할 수 없는 엔트로피의 결과로 인해 섬유아세포의 세포분열은 약 50회로 제한되어 있다는 것을 밝혀낸 레너드 헤이플릭과 그 동료 생물 인구통계학자 제이 올샌스키 그리고 브루스 칸스는 노화방지 기업들이 증명되지 않은 보충제들을 소비자들에게 비양심적으로 판매를 하는 폭리를 취하고 있다고 강하게 비판했다.

## 미래의 수명 연장 전략

### 나노기술
미래에 있을 나노의약의 발전은 노화에 영향을 준다고 생각되는 여러 과정들에 대한 복구를 통해 수명 연장이 가능할 것으로 전망된다.
나노기술의 개척자 중 한 명인 에릭 드렉슬러는 그가 쓴 책 'Engines of Creation'에서 세포를 수리하는 기계가 만들어질 수 있을 것으로 상정했으며 그중에는 세포 내에서 아직까지는 가상적인 분자 컴퓨터로 작동하는 기계도 포함하였다. 미래학자이자 트랜스휴머니스트인 레이먼드 커즈와일은 그가 쓴 책 'The Singularity Is Near'에서 2030년까지 의료 나노로봇학의 발전으로 노화를 치료할 수 있다고 믿는다고 기술하였다.

### 신체의 일부 혹은 전신을 교체
몇몇 수명 연장학자들은 치료상의 복제와 줄기세포 연구가 언젠가 환자와 유전적으로 동일한 세포와 신체 일부 혹은 전신을 만들어낼 수 있는 길을 발견할 것이라고 전망한다. 최근 들어 미국 국방부에서는 쥐에게서 인체의 일부분을 만들어낼 수 있는 가능성을 연구하는 프로그램을 착수시켰다.
포유류의 관절과 사지와 같은 복잡한 생물 구조는 아직까지 복제되지 않았다. 개와 영장류 간 뇌를 이식하는 실험이 20세기 중반에 실행되었지만 이식 거부 반응과 신경의 복구가 이루어지지 않음으로 인해 실패하였다. 2006년에 들어서, 환자의 세포를 추출해 생명 공학으로 만들어진 방광의 이식은 방광에 문제를 겪고 있는 환자의 치료에 이용될 수 있음이 증명되었다. 신체의 일부나 전신을 교체하는 기술의 지지자들은 생명 공학이 다른 생명 연장 기술보다 더 먼저 적용이 될 수 있을 것이라고 주장한다.
인간의 줄기세포 특히 배아줄기세포를 사용하는 것은 논쟁이 많다. 반대하는 이유는 일반적으로 종교적인 가르침과 윤리적인 고려사항에 기초를 두고 있다. 반면, 줄기세포 연구의 지지자들은 세포들은 여러 가지 사정에 의해 일상적으로 생성되고 제거된다는 점을 지적한다. 탯줄이나 성인의 신체의 일부로부터 추출된 줄기세포는 비교적 그러한 논쟁을 일으키고 있지 않다.
대부분의 나라에서 생명 복제에 대한 대중들의 일반적인 인식은 주로 반대하는 입장이라는 것을 제외하면, 복제기술에 대한 논쟁도 줄기세포 기술과 유사하다. 몇몇 치료적인 복제기술의 지지자들은 의식이 없는 인간의 전신 그리고 궁극적으로는 뇌를 이식할 수 있을 것으로 전망하고 있다.

### 인체 냉동 보관술
냉동 보관술의 지지자들은, 사후 낮은 온도에서 인체를 보관하는 이 기술이 자신들의 질병을 치료할 수 있으며 소생이 가능한 미래를 향한 일종의 '구급차'를 제공할 수 있다고 생각한다. 그들은 극저온의 온도가 신체조직들에게 일어나는 변화를 오랜 세월 동안 최소화할 수 있으며, 그를 통해서 의료계에 모든 질병을 치료하며 노화를 역행하고 인체를 냉동하는 과정에서 생긴 신체적 손상을 회복할 수 있는 과학적 발전을 이루어 낼 충분한 시간을 줄 수 있다고 가정한다.
지지자들은 심장 박동과 호흡의 중단으로 인한 법적인 죽음이 실제 죽음이라고 믿지 않는다. 그들은 상온에서도 심장이 멈춘 후에도 세포들이 죽는 데까지는 여러 시간이 걸리며 분해되기 까지에는 많은 세월이 필요하며 신체의 세포들과 조직들의 생물학적 죽음이 있기 전에 박동과 호흡의 중단을 죽음으로 보기 힘들다는 점을 지적한다. 심장이 정지된 후 4-6분 만에 신경계에 손상이 일어나기는 하더라도, 돌이킬 수 없는 신경퇴행적 과정들은 몇 시간 안에는 나타나지 않는다. 지지자들은 급속한 속도의 냉동과 심장과 폐에 필요한 지원들이 죽음 후 즉각 이루어지며 이를 통해 세포와 조직을 오랫동안 극저온에서 보존할 수 있다고 말한다. 사람들, 특히 어린이들, 얼음물속에서 심장의 박동없이 최대 한 시간까지 살아남아 왔다. 한 경우에는, 45분 동안 물속에 있은 후에도 완전한 회복이 이루어졌다고 보고되었다. 빠른 세포와 조직의 보존을 가능하게 하기 위해, 인체를 냉동하기를 원하는 환자들은 필요하면 언제든 대비되어 있는 지원팀을 이용할 수 있다. 지원팀은 죽음 후에 냉동과 심장과 폐의 의료적 지원을 가능한한 빨리 지원하기 위해 환자의 주변에서 대기할 수 있다.
아직까지 어떤 포유류도 냉동되어서 성공적으로 다시 소생되지 않았으며, 현재 과학에서 냉동된 상태로부터 소생은 가능하지 않다. 하지만 몇몇 과학자들은 미래에는 그러한 기술이 가능할 것이라는 기대에 기초해 그러한 수단을 지지하고 있다.

## 연구

### 젊은피 수혈
2005년 스탠퍼드 대학교 연구팀은 늙은 쥐와 젊은 쥐의 혈관을 생명공학 기술로 연결해 혈액이 서로의 몸을 자유롭게 왕래할 수 있도록 하는 실험을 진행했다. 그 결과, 늙은 쥐의 조직이 다시 젊어질 수 있다는 놀라운 사실이 밝혀졌다. 혈액을 희석하는 것만으로 회춘 효과를 얻을 수 있다는 연구 결과를 발표했다. 이번 논문은 노인학 전문 국제저널 '에이징(Aging)'에 게재됐다.
2019년 2월 20일, 미국 식품의약국(FDA)은 젊은 피를 수혈받아 노화와 치매 등을 방지할 수 있다는 일각의 주장이 '임상학적으로 증거가 없다'면서 이에 현혹되지 말도록 경고했다. 암브로시아(그리스 신화에 나오는 신이 먹는 음식이란 뜻)란 명칭의 미국 스타트업이 미국 내 5개 주에 거점을 마련해 16~25세 젊은이 혈장 1 리터를 8천 달러에 판매하는 비즈니스를 시작했다.
2020년 7월 13일, 캘리포니아대 샌프란시스코캠퍼스 노화 연구자인 사울 빌레다 박사 연구팀이 최근 국제 학술지 사이언스지에 발표한 연구 결과에 따르면 일정 기간 강제로 운동시킨 생쥐의 혈액을 게으른 고령쥐에 주입하니 뇌 기능이 주입 전보다 훨씬 더 개선된 사실이 확인됐다.
2020년 8월 25일, 런쉐팡 미국 웨스트버지니아대 신경과학부 교수 연구팀은 뇌졸중을 일으킨 쥐에 건강한 쥐의 피를 수혈했더니 회복한 것으로 나타났다고 국제학술지 네이처 커뮤니케이션스에 공개했다. 미국 식품의약국(FDA)이 현재까지 승인한 뇌졸중 치료는 혈전 용해제를 3시간 내로 투여하는 방법 밖에 없다. 이번 연구는 비록 동물을 대상으로 이뤄진 실험이지만 수혈을 하면 7시간이 지난 뒤에도 뇌졸중을 치료할 수 있음을 보여준 결과다.

### 고압산소요법
2020년 11월 22일, 이스라엘 텔아비브대와 샤미르 메디컬센터 연구진이 노인들에게 고압산소요법(HBOT)을 쓴 결과 염색체 텔로미어를 연장하고 노화세포 증가세를 역전시킬 수 있다는 사실을 발견했다고 알자지라가 보도했다. 3개월간 고압산소를 일주일에 5일씩 하루 90분씩 2기압의 고압산소로 호흡하게 하자, 25년이 젊어졌다.

### 고령 출산
2020년 10월 12일, 미국 노스캐롤라이나대 등 연구진은 국민건강영양조사(NHANES)에 참가한 성인 여성 1232명의 데이터를 분석해, 혈액 검사에서 30~40대까지 늦둥이를 낳은 여성은 10~20대까지만 아이를 낳은 여성보다 갱년기 이후 시점에서 텔로미어의 길이가 더 길다는 결과를 발견했다. 텔로미어가 길면 더 오래 산다.

### 명상
캘리포니아 의대의 딘 오니시 박사는 명상을 하면 노화의 원인인 짧아진 텔로미어를 복원시키는 텔로머라이어제가 30% 더 활성화된다는 연구 결과를 발표했다.

## 같이 보기
- 노화
- 백세인
- 수퍼센티네리언
- 알츠하이머병
- 영생
- 장수 유전자
- 치매